# Gon (videogioco)
Gon (ゴン?) è un videogioco a piattaforme per Super Nintendo sviluppato dalla Tose e pubblicato dalla Bandai. Il titolo è un adattamento del manga Gon di Masashi Tanaka, che parla della vita quotidiana di un piccolo dinosauro di nome Gon.

## Trama
Come il manga, il videogioco è caratterizzato da una trama minima e nessun dialogo. Il gioco invece si concentra molto sulle situazioni comiche in cui Gon finisce, particolarmente quando è alla ricerca di cibo e quando interagisce con altri animali. Gon si avventurerà in ecosistemi diversi che compongono l'intero mondo preistorico.

## Modalità di gioco
I nemici di Gon comprendono scimmie, facoceri, orsi polari, rinoceronti, yak, tigri dai denti a sciabola e squali, in grado di inghiottire Gon in un colpo solo, benché nella maggioranza dei casi, Gon possa liberarsi senza troppi problemi.

## Eredità
Gon successivamente sarà uno dei personaggi giocabili segreti del videogioco per Sony PlayStation Tekken 3 nel 1998. Un nuovo platform, Gon: Baku Baku Baku Baku Adventure, è stato sviluppato per Nintendo 3DS e pubblicato nel 2012 dalla Namco Bandai Games.